# Carly Telford
Carly Mitchell Telford (* 7. Juli 1987 in Jesmond) ist eine ehemalige englische Fußballtorhüterin. Die Torfrau spielt seit 2022 für San Diego Wave FC und spielte 2007 erstmals für die englische Nationalmannschaft.

## Karriere

### Vereine
Telford spielte von 2002 bis 2007 für die Sunderland AFC Ladies, zunächst in der Northern Division der FA Women’s Premier League. Nachdem zweimal nacheinander der zweite Platz belegt wurde, konnte der Verein die Saison 2004/05 als Meister beenden und in die National Division aufsteigen. Dort belegte Sunderland in der Saison 2005/06 den vorletzten Platz und musste in die Relegation gegen Bristol City, den Zweiten der Southern Division. Nach einer 1:3-Heimniederlage wurde das Rückspiel in Bristol mit 4:2 gewonnen, wodurch der Abstieg vermieden wurde. Der erfolgte dann nach der Saison 2006/07, denn diesmal gab es keine Relegationsspiele für den Tabellenvorletzten, sondern den direkten Abstieg. Sie wechselte daraufhin zu Leeds United, belegte mit dem Verein den dritten Platz und erreichte im Mai 2008 mit 20 Jahren ihr erstes FA-Women’s-Cup-Finale, das aber mit 0:3 gegen Arsenal verloren wurde. Ab der Saison 2008/09 nannte der Verein sich Leeds Carnegie und beendete die Saison als Sechster. Die letzte Saison der Women's Premier League schloss Leeds dann als Vierter ab und Telford kam in allen Spielen zum Einsatz.
Zum Start der FA Women’s Super League 2011 wechselte Telford zum Chelsea FC Women und kam dort in zwölf Liga-Spielen zum Einsatz, kassierte dabei aber nur zweimal kein Gegentor. Chelsea beendete die Saison auf dem 6. Platz. Dieser Platz wurde 2012 wiederholt, wobei Telford wieder zweimal ohne Gegentor blieb und ihr zweites Women’s FA-Cup-Finale erreichte. Dieses endete 2:2 nach 120 Minuten, so dass es gegen die Birmingham City Ladies zum Elfmeterschießen kam. In diesem konnte sie einen Schuss halten, allerdings verschossen drei ihrer Mitspielerinnen, so dass auch dieses Finale nicht gewonnen wurde.
Nach dem Ende der Saison unternahm sie einen Abstecher nach Westaustralien und bestritt für Perth Glory die ersten neun Spiele in der W-League-Saison 2012/13. Zurück in Chelsea kam sie 2013 nur in sechs Liga-Spielen zum Einsatz und blieb dabei nur gegen den späteren Absteiger Doncaster Rovers Belles ohne Gegentor. Chelsea konnte als Vorletzter den Abstieg nur knapp vermeiden.
Zur Saison 2014 wechselte sie dann zu Notts County. Dort kam sie zwar in 13 Spielen zum Einsatz, wobei sie sechsmal kein Tor kassierte, u. a. in beiden Spielen gegen ihren Ex-Verein. Tabellarisch konnte sie sich aber nur um einen Platz verbessern, wogegen Chelsea Vizemeister wurde, wobei nun die Irin Marie Hourihan, ihre Hauptkonkurrentin aus der Vorsaison die meisten Spiele bestritt. 2015 konnten sich dann beide Vereine um einen weiteren Platz verbessern, Telford blieb dabei in zwölf Ligaspielen nur zweimal ohne Gegentor. Sie erreichte mit Notts aber ihr drittes FA-Women’s-Cup-Finale, das mit 0:1 gegen ihren Ex-Verein verloren wurde. 2016 waren es dann nur noch fünf Ligaspiele, in denen sie immer mindestens ein Gegentor kassierte und die Saison auf den sechsten Platz endete.
Zur „Spring Series“ genannten kurzen Übergangssaison 2017 kehrte sie dann nach Chelsea zurück und kam dort in sieben der acht Spiele zum Einsatz, von denen sie fünf ohne Gegentor beendete. Damit trug sie dazu bei, dass Chelsea die Saison als Erster vor den punktgleichen Frauen von Manchester City beendete, die eine um 18 Tore schlechtere Tordifferenz hatten. Mit der seit 2015 bei Chelsea spielenden schwedischen Nationalmannschaftstorhüterin Hedvig Lindahl hatte sie aber eine starke Konkurrentin bei Chelsea, so dass Telford in der Saison 2017/18 nur zu fünf Einsätzen kam, in denen sie zweimal ohne Gegentor blieb. Als „Trostpflaster“ gab es dann aber immerhin das Double. Auch in der UEFA Women’s Champions League stand in fast allen Spielen die Schwedin im Tor, Telford hatte nur einen Einsatz im Sechzehntelfinale der UEFA Women’s Champions League 2018/19 beim 5:0-Auswärtssieg gegen SFK 2000 Sarajevo. In der Liga teilten sich beide aber in der Saison 2018/19 den Platz im Tor zur Hälfte. Lindahl wechselte zwar zur Saison 2019/20 nach Wolfsburg, Nummer 1 wurde aber Ann-Katrin Berger. Beim COVID-19-Pandemie-bedingten Abbruch der FA Women’s Super League 2019/20 stand Chelsea auf dem zweiten Platz, hatte aber die beste Quote und wurde daher zum Meister erklärt.  In der Saison 2020/21 erreichte sie mit dem Team das Finale der Uefa Womens Champions League, welches jedoch gegen den FC Barcelona mit 0:4, ohne ihren Einsatz, verloren ging.
In der UEFA Women’s Champions League 2021/22 belegte sie mit Chelsea in der erstmals ausgetragenen Gruppenphase hinter den punktgleichen Mannschaften des VfL Wolfsburg und Juventus Turin nur den dritten Platz, da sie im direkten Vergleich die schlechtere Tordifferenz hatten. Entscheidend dabei war die 0:4-Auswärtsniederlage gegen Wolfsburg am letzten Spieltag, bei der sie ebenso nicht im Tor stand wie bei den fünf anderen Spielen.

### Nationalmannschaften
2003 nahm sie als 16-Jährige mit der U-19-Mannschaft an der U-19-Fußball-Europameisterschaft der Frauen 2003 teil. Sie kam aber nur im letzten Gruppenspiel, beim 0:6 gegen Deutschland zum Einsatz, als England bereits für das Halbfinale qualifiziert war. Im Halbfinale, das gegen den späteren Europameister Frankreich mit 0:2 verloren wurde, wurde ihr wieder Karen Bardsley vorgezogen.
Ihr erstes A-Länderspiel machte sie am 11. März 2007 gegen Schottland. Sie wurde dann zwar für die WM 2007 nominiert aber nicht eingesetzt und kam in den folgenden Jahren nicht über den Status der dritten Ersatztorhüterin hinaus. So wurden ihr immer wieder Karen Bardsley, Rachel Brown und zuletzt auch Siobhan Chamberlain vorgezogen.
Vor der EM 2009 gehörte sie zu 17 Spielerinnen, die vom englischen Verband mit Zentralverträgen ausgestattet wurden. Dennoch wurde sie für die EM 2009, WM 2011 sowie die EM 2013 nicht nominiert. Erst nach dem Rücktritt von Rachel Brown wurde ein Torhüterinnenplatz im Kader frei und sie für die WM 2015 berücksichtigt. Sie kam dort aber wie 2007 nicht zum Einsatz. In der darauf folgenden Qualifikation für die EM 2017 wurde sie einmal, beim 8:0 gegen Estland eingesetzt. Für die EM 2017 wurde sie dann als dritte Torhüterin mit acht Länderspielen nominiert. Während die beiden anderen Torhüterinnen bei der EM je drei Spiele bestritten, saß sie nur auf der Bank.
In der anschließenden WM-Qualifikation kam sie dann aber auf vier Einsätze, in denen sie dreimal ohne Gegentor blieb, dabei aber beim 3:1 gegen Russland das einzige Gegentor der Qualifikation kassierte. Ende Februar/Anfang März 2019 gehörte sie zum Kader der erstmals den SheBelieves Cup gewann, wurde dabei in zwei Spielen (2:1 gegen Brasilien und 3:0 gegen Japan) eingesetzt. Am 8. Mai wurde sie dann für die WM nominiert. Bei der WM kam sie in einem Gruppenspielen sowie dem Halbfinale und Spiel um Platz 3 zum Einsatz und blieb nur beim 1:0 gegen Argentinien ohne Gegentor. Am Ende sprang für ihre Mannschaft der vierte Platz heraus.
Am 18. Juni wurde sie für die verletzte Karen Bardsley für das Team GB nominiert, das an den wegen der COVID-19-Pandemie um ein Jahr verschobenen Olympischen Spielen in Tokio teilnahm. Bei den Spielen kam sie aber nicht zum Einsatz.
Für die ersten sechs Spiele der Qualifikation für die WM 2023 wurde sie zweimal nominiert, aber nicht eingesetzt.

## Erfolge
- FA-Women’s-Super-League-Siegerin 2016/17, 2017/18 und 2020/21
- FA-Women’s-Cup-Siegerin 2017/18
- WSL-Cup-Siegerin  2019/2020, 2020/2021
- SheBelieves-Cup-Siegerin 2019